# 80 milionów
80 milionów é um filme de drama polonês de 2011 dirigido e escrito por Waldemar Krzystek. Foi selecionado como representante da Polônia à edição do Oscar 2012, organizada pela Academia de Artes e Ciências Cinematográficas.

## Elenco
- Filip Bobek - Wladyslaw
- Marcin Bosak - Maks
- Wojciech Solarz - Staszek
- Piotr Glowacki - Sobczak
- Sonia Bohosiewicz - Czerniak
- Olga Frycz - Marta
- Krzysztof Czeczot - Józek
- Maciej Makowski - Piotr
- Mariusz Benoit - Stary